# Куляб
Куляб (на таджикски: Кӯлоб; на персийски: کولاب) е трети по големина град в Таджикистан, разположен в Хатлонска област. Населението на града през 2007 година е 93 900 души.

## История
Селището е упоменато през 18 век, през 1934 година получава статут на град.

## Население
| Година | Население |
| ------ | --------- |
| 1989   | 74 456    |
| 2000   | 78 000    |
| 2007   | 93 900    |

## Побратимени градове
- Хамадан, Иран
- Нишапур, Иран